# Abaycosa
Genre
Abaycosa est un genre d'araignées aranéomorphes de la famille des Lycosidae.

## Distribution
Les espèces de ce genre se rencontrent en Amérique du Sud.

## Liste des espèces
Selon World Spider Catalog (version 23.0, 16/03/2022) :
- Abaycosa nanica (Mello-Leitão, 1941)
- Abaycosa paraguensis (Gertsch & Wallace, 1937)

## Systématique et taxinomie
Ce genre a été décrit par Laborda, Bidegaray-Batista, Simó, Brescovit, Beloso et Piacentini en 2022 dans les Lycosidae.

## Publication originale
- Laborda, Bidegaray-Batista, Simó, Brescovit, Beloso & Piacentini, 2022 : « Abaycosa a new genus of South American wolf spiders (Lycosidae: Allocosinae). » Arthropod Systematics & Phylogeny, vol. 80, p. 59-74 (texte intégral).